# Aeroportul Orientos
Aeroportul Orientos (IATA: OXO) este un aeroport din Queensland, Australia.
Situat la o altitudine de 109 m, aeroportul dispune de o singură pistă.